# شبکه‌های بادی
شبکه‌های بادی (به انگلیسی: Pneumatic tubes) که به اسامی حمل و نقل لوله‌ای پنوماتیک و خط لولهٔ کپسولی نیز شهرت دارند. سیستم‌هایی هستند که از طریق ایجاد هوای فشرده یا خلاء جزئی، باعث جابجائی کپسول‌های حمل استوانه‌ای شکل در خطوط لوله‌ای می‌گردند.
شبکه‌های بادی اولین بار در اواخر قرن نوزدهم و اوایل قرن بیستم در سازمان‌ها و اداره‌های بزرگ ِآمریکا برای حمل بسته‌های کوچک و فوری (مانند نامه، کاغذ پیغام و پول) برای فاصله‌های نسبتاً کوتاه (در یک ساختمان یا در داخل یک شهرک) مورد استفاده قرار گرفت.

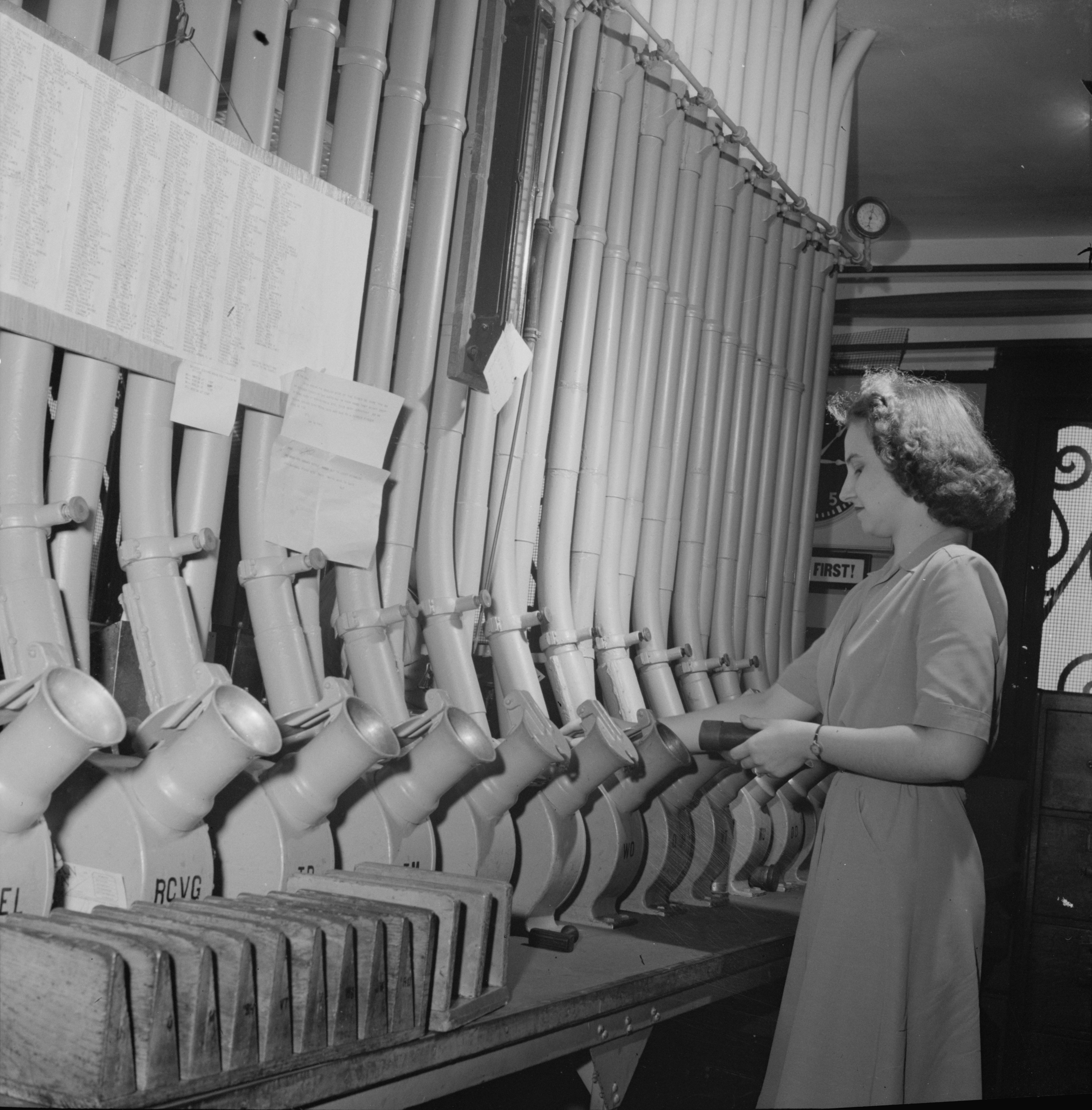
قسمت کنترل سویچ شبکه بادی

## شرح کار
طرز کار این سیستم بدین شکل بود که مرکزیت موتور اصلی این شبکه یک توربین کمپرسور بادی بوده‌است که دور از مجموعه قرار می‌گرفت و لوله مکش بادی به هر اتاق از کارمندان وصل می‌شد و دیگر لوله‌ها به اتاق کنترل فرمان متصل می‌گردید و کارمندان برای ارسال اطلاعات و مراسلات پستی خود از یک کپسوله که در آن محتویات ارسالی را قرار می‌دادند و سپس کپسول را در لوله ارسال روانه می‌ساختند.
همچنین برای دریافت مرسوله خود لوله دیگری موجود بود که می‌توانستند به وسیله آن دریافت مرسوله داشته باشند.

## کپسوله سازی نامه‌ها
کپسول از قسمت‌های ذیل تشکیل شده‌است:
1. درپوش
2. محفظه
3. نشانگر یا تگ
4. دنباله

نخست، مرسوله را در داخل کپسول می‌گذاشتند و درپوش آن را محکم می‌کردند؛ سپس مقصد را طبق یک کد بر روی کپسول مشخص می‌نمودند. پس از آن کپسول را داخل محفظه ارسال قرار داده و دکمه ارسال را فشار می‌دادند.
فشار و مسیر باد در لوله‌ها از طریق اتاق سوئیچ کنترل می‌شده‌است. اتاق کنترل سوئیچ همانند دستگاه سوئیچ شبکه‌های امروزی نامه‌ها را نسبت به مبداً یا مقصدشان کنترل می‌کرد. جالب اینجاست که آن موقع هم سرعت شبکه مثل سرعت اینترنت بوده و سرعت باد در پهنای باند لوله‌ها متفاوت بود، به گونه‌ای که افرادی که اولویت کاریشان نسبت به دیگران بیشتر بود (همانند مدیران) سرعت بالائی داشتند و برخی هم همانند کارمندان معمولی سرعت کمتری داشتند.
قدرت باد درون لوله‌ها در ساعت‌هایی که ترافیک مراسلات بالا می‌رفت افت فشار پیدا می‌کرد برای همین، مراسلات و مقدار فشار باد در کانالها متفاوت بوده‌است.

## واحد سوئیچینگ
واحد سوئیچینگ برای کنترل ازدحام و کنترل جریان همیشه راهکارهایی مانند نوبت دهی و چند مقصد کردن نامه‌های پستی را رعایت می‌کرده‌است.
سیستم کاری این شبکه کاملاً شبیه به شبکه‌های امروزی بوده‌است، با این تفاوت که می‌توانستند همراه با نامه، یک شیء یا هر چیزی که در کپسول جای بگیرد را ارسال کنند.

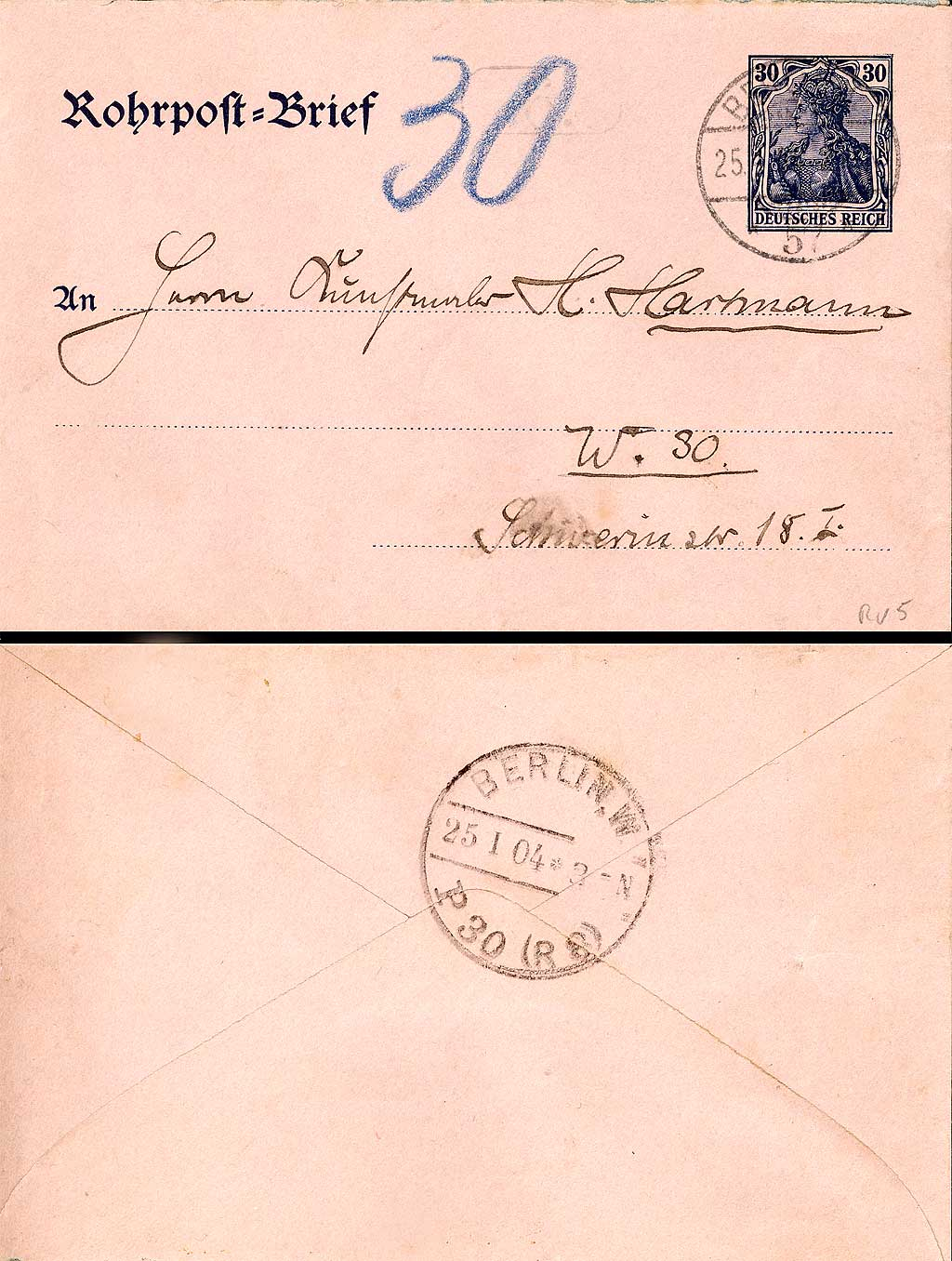
نامه ارسال شده از برلین توسط لوله‌های بادی ۱۹۰۴